# Beach volley ai Giochi della XXXI Olimpiade
Gli incontri di beach volley ai Giochi della XXXI Olimpiade furono disputati all'Arena de Volei de Praia dal 6 al 18 agosto 2016.

## Calendario
| P | Turni preliminari | ¼ | Quarti di finale | ½ | Semifinali | B | Finale 3º posto | F | Finale 1º posto |

| Data →           | Sab 6 | Dom 7 | Lun 8 | Mar 9 | Mer 10 | Gio 11 | Ven 12 | Sab 13 | Dom 14 | Lun 15 | Mar 16 | Mer 17 | Mer 17 | Gio 18 | Gio 18 |
| ---------------- | ----- | ----- | ----- | ----- | ------ | ------ | ------ | ------ | ------ | ------ | ------ | ------ | ------ | ------ | ------ |
| Torneo maschile  | P     | P     | P     | P     | P      | P      | P      | P      |        | ¼      | ½      |        |        | B      | F      |
| Torneo femminile | P     | P     | P     | P     | P      | P      | P      | P      | ¼      |        | ½      | B      | F      |        |        |

## Podi

### Uomini
| Evento                     | Oro                          | Argento                           | Bronzo                                        |
| Torneo maschile (dettagli) | Brasile Alison Cerutti Bruno | Italia Daniele Lupo Paolo Nicolai | Paesi Bassi Alexander Brouwer Robert Meeuwsen |

### Donne
| Evento                      | Oro                                    | Argento                                  | Bronzo                             |
| Torneo femminile (dettagli) | Germania Laura Ludwig Kira Walkenhorst | Brasile Ágatha Bednarczuk Bárbara Seixas | Stati Uniti Kerri Walsh April Ross |

## Medagliere
| Posizione | Paese       |   |   |   | Totale |
| --------- | ----------- | - | - | - | ------ |
| 1         | Brasile     | 1 | 1 | 0 | 2      |
| 2         | Germania    | 1 | 0 | 0 | 1      |
| 3         | Italia      | 0 | 1 | 0 | 1      |
| 4         | Stati Uniti | 0 | 0 | 1 | 1      |
| 4         | Paesi Bassi | 0 | 0 | 1 | 1      |
| Totale    | Totale      | 2 | 2 | 2 | 6      |